# صومعه آموتغ
صومعه آموتغ () یک صومعه متعلق به کلیسای حواری ارمنی واقع در شهر اوریکان، استان کاشاتاق جمهوری آرتساخ می‌باشد. ساخت و ساز این ساختمان در سده‌های ۱۷-۱۸ام میلادی؛ به پایان رسید. این بنا به سبک معماری ارمنی طراحی شده است.